# En kärleks sommar (album)
En kärleks sommar är ett musikalbum från 1987 av dansbandet Leif Engvalls.

## Låtlista

### Sid A
1. En kärleks sommar - (K.Fingal-K.Almgren)
2. Nyckeln till en dörr - (V.D.Hurk-Stephan-K.Almgren)
3. Drömmar kan bli verklighet - (C.Weltman-U.Westman)
4. Hallå där snygging (Hey good looking) - (H.Williams-A.C.Näsman)
5. Kärlek, hopp och tro - (Jim Svedström)
6. En vinnare, en förlorare (Dori & Ollie Jones-A.C.Näsman)

### Sid B
1. C'est la vie - (Jim Svedström)
2. Fångad av dig (You got to be a rocker) - (L.Kiviharju-K.Almgren)
3. Alltid minns jag dig (I remember you) - (V.Schvertzinger-O.Ernebo)
4. Håll mig - (Jim Svedström)
5. Det kanske tar tid (It's matter of time) - (C.Westlake-A.C.Näsman)
6. Nu tändas åter ljusen i vår lilla stad - (E.Decker)